# Нери, Родриго
Родри́го Анто́нио Не́ри Гонса́лес (англ. Rodrigo Antonio Neri González; род. 12 мая 2005) — американский футболист испанского происхождения, нападающий клуба «Атлетико Мадрид».

## Клубная карьера
Нери — воспитанник клубов «Алькоркон» и «Атлетико Мадрид». 

## Международная карьера
В 2023 году в составе олимпийской сборной США Нери принял участие в Панамериканских играх в Чили. На турнире он сыграл в матчах против команд Бразилии, Гондураса, Колумбии, Чили и Мексики. В поединке против колумбийцев Родриго забил гол.